# Хосе Бальсейро
Дуван Хосе Бальсейро Ортега (ісп. Duván José Balceiro Ortega, нар. 4 березня 2002) — колумбійський футболіст, нападник галицьких «Карпат».

## Життєпис
Вихованець колумбійського клубу «Корсаріос де Картахена», після чого перебрався до «Рівер Плейта», де виступав за молодіжну команду клубу.
У середині серпня 2021 року підписав контракт з «Карпатами». У футболці галицького клубу дебютував 18 серпня 2021 року в програному (0:1) виїзному поєдинку другого кваліфікаційного раунду кубку України проти львівських «Карпат». Дуван вийшов на поле на 70-ій хвилині, замінивши Назара Сущака. У Другій лізі України дебютував 23 серпня 2021 року в програному (0:3) виїзному поєдинку 5-го туру групи А проти київського «Рубікона». Бальсейро вийшов на поле на 72-ій хвилині, замінивши Андрія Бея.